# Wicked (banda sonora)
Wicked es la banda sonora que contiene la mayoría de las canciones del musical del mismo nombre de Broadway ganador del premio Tony. Wicked, con música y letra del compositor Stephen Schwartz y basado en el libro de la escritora Winnie Holzman. Publicado el 16 de diciembre de 2003 por Decca Broadway tanto en versión física como digital. El primero contiene un prólogo y una breve sinopsis, a cargo de Gregory Maguire, autor de la novela Wicked: Memorias de una bruja mala en la que se basa el musical, además de las letras de las canciones incluidas.
El compositor y letrista de Wicked, Stephen Schwartz, produjo el álbum ayudado por Frank Filipetti, Jill Dell'Abate, Jason Spears, Justin Shturtz, Jason Stasium y Ted Jensen. El álbum original del reparto de Wicked fue grabado el 10 de noviembre de 2003, con el reparto completo y la orquesta, en los entonces Right Track Studios y masterizado en Sterling Sound en Nueva York.
Aunque las críticas iniciales fueron desiguales, el álbum fue revalorizado positivamente y obtuvo un importante éxito comercial a lo largo de los años. En 2005, recibió el Premio Grammy al Mejor Álbum de Teatro Musical. El álbum alcanzó el número 33 en la lista estadounidense Billboard 200 en 2024 y ha sido certificado triple platino por la Recording Industry Association of America (RIAA). El álbum fue grabado por el reparto de la adaptación cinematográfica del mismo nombre y publicado como Wicked: The Soundtrack.

## Lista de canciones
Todas las canciones escritas y compuestas por Stephen Schwartz. 
| N.º   | Título                                                | Performer(s)      | Duración |  |
| 1.    | «Overture / No One Mourns the Wicked»                 | Kristin Chenoweth | 6:40     |  |
| 2.    | «Dear Old Shiz»                                       | Chenoweth         | 1:26     |  |
| 3.    | «The Wizard and I»                                    | Idina Menzel      | 5:09     |  |
| 4.    | «What Is This Feeling?»                               | Chenoweth         | 3:32     |  |
| 5.    | «Something Bad»                                       | William Youmans   | 1:39     |  |
| 6.    | «Dancing Through Life»                                | Norbert Leo Butz  | 7:37     |  |
| 7.    | «Popular»                                             | Chenoweth         | 3:44     |  |
| 8.    | «I'm Not That Girl»                                   | Menzel            | 2:58     |  |
| 9.    | «One Short Day»                                       | Chenoweth         | 3:03     |  |
| 10.   | «A Sentimental Man»                                   | Joel Grey         | 1:15     |  |
| 11.   | «Defying Gravity»                                     | Menzel            | 5:53     |  |
| 12.   | «No One Mourns the Wicked (Reprise) / Thank Goodness» | Chenoweth         | 6:22     |  |
| 13.   | «Wonderful»                                           | Grey              | 4:57     |  |
| 14.   | «I'm Not That Girl (Reprise)»                         | Chenoweth         | 0:49     |  |
| 15.   | «As Long As You're Mine»                              | Menzel            | 3:45     |  |
| 16.   | «No Good Deed»                                        | Menzel            | 3:31     |  |
| 17.   | «March of the Witch Hunters»                          | Fitzgerald        | 1:30     |  |
| 18.   | «For Good»                                            | Chenoweth         | 5:06     |  |
| 19.   | «Finale: For Good (Reprise)»                          | Chenoweth         | 1:41     |  |
| 71:15 |                                                       |                   |          |  |

## Grabación en alemán
En 2007, el reparto original de Stuttgart volvió a grabar el álbum de Wicked en alemán, antes del estreno de la producción alemana en Stuttgart ese año. El título de este álbum era Wicked Das Musical - Die Hexen von Oz.  Las letras en alemán son de Michael Kunze y los diálogos en alemán de Ruth Deny, bajo la dirección de Sebastian de Domenico.  La música orquestal está dirigida por Stephen Oremus y tiene idénticos créditos musicales; es de suponer que el reparto se limitó a cantar la grabación orquestal original.

Todas las canciones escritas y compuestas por Stephen Schwartz. 
| N.º | Título                       | Performer(s)      | Duración |  |
| 1.  | «Keiner weint um Hexen»      | Lucy Scherer      | 6:42     |  |
| 2.  | «Gutes altes Glizz»          | Cast              | 1:26     |  |
| 3.  | «Der Zauberer und ich»       | Angelika Wedekind | 5:12     |  |
| 4.  | «Was fühl ich in mir?»       | Scherer           | 3:36     |  |
| 5.  | «Nicht ist mehr geheuer»     | Michael Günther   | 1:41     |  |
| 6.  | «Tanz durch die Welt»        | Mark Seibert      | 7:38     |  |
| 7.  | «Heißgeliebt»                | Lucy Scherer      | 3:48     |  |
| 8.  | «Ich bin es nicht»           | Verkaik           | 3:02     |  |
| 9.  | «Nur ein Tag»                | Scherer           | 3:05     |  |
| 10. | «Ein seelenvoller Mann»      | Carlo Lauber      | 1:18     |  |
| 11. | «Frei und Schwerelos»        | Scherer           | 6:00     |  |
| 12. | «Wie herrlich»               | Scherer           | 6:25     |  |
| 13. | «Wundervoll»                 | Lauber            | 5:00     |  |
| 14. | «Ich bin es nicht (Reprise)» | Scherer           | 0:52     |  |
| 15. | «Solang ich dich hab»        | Verkaik           | 3:48     |  |
| 16. | «Gutes tun»                  | Verkaik           | 3:33     |  |
| 17. | «Marsch der Hexenjäger»      | Stara             | 1:33     |  |
| 18. | «Wie ich bin»                | Scherer           | 5:10     |  |
| 19. | «Finale»                     | Scherer           | 1:42     |  |